# Eryngium tricuspidatum
Eryngium tricuspidatum  es una especie fanerógama de Eryngium perteneciente a la familia de las apiáceas.

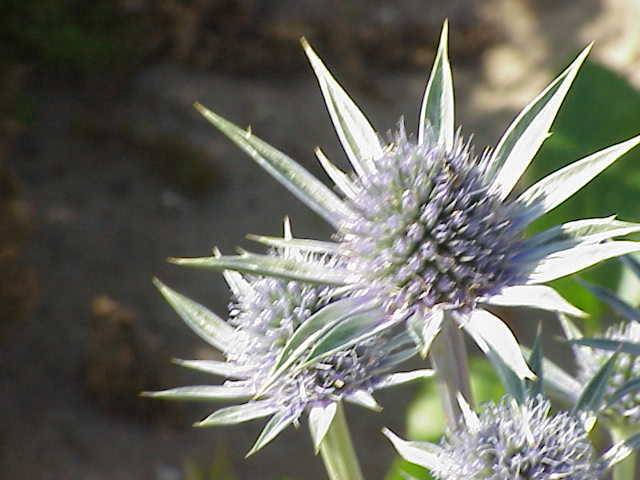
Inflorescencia

## Descripción
Es una herbácea perennifolia, que alcanza un tamaño de 7-90 cm de altura, erecta, espinosa en las inflorescencias. Cepa leñosa, indivisa, que se ensancha subterráneamente en un órgano napiforme, sin restos fibrosos. Tallos 0,15-0,7 cm de diámetro en la base, simples –divididos solo en la parte superior–, de color verdoso o pajizo. Hojas ± tiernas, marcadamente dimorfas, verdes, poco persistentes; las basales 3-12 × 1-6 cm, de suborbiculares a obovado-rectangulares, cordiformes en la base, crenado-dentadas, con nerviación palmati-reticulada, con pecíolo largo (de c. 3/5 del total de la longitud de la hoja) e inerme; hojas caulinares de 5-15, de 1,5-6 cm, palmatisectas –las inferiores desde trilobadas–, con 6-7 segmentos lineares de margen espinuloso y a veces también lobulado-espinoso, sésiles, subamplexicaules, esparcidas casi todas ellas. Capítulos 2-15(20), de 6-10 mm, subesféricos o globosos, claramente destacados del involucro, el central con pedúnculo de 10-60 mm, multifloros, agrupados en dicasios. Brácteas 5-6, de 15-50 × c. 1,5 mm, de (2)4-6 veces la longitud del capítulo, lineares, ± rígidas, con nervio medio muy marcado y 3-5 espínulas a cada lado, a menudo con un par de espinas hacia la base, verdes, con o sin espinas que alternan con ellas en la base del capítulo. Bractéolas 4-6,5 mm, tantas como flores, rígidas, triquetras, 3-cuspidadas. Sépalos c. 2 mm, estrechamente ovados, mucronados, glaucescentes y con margen membranáceo muy estrecho. Mericarpos de 2 × 2 mm, con escamas lanceoladas –hasta de 0,8 mm–, dispuestas sobre todo hacia el ápice y en las costillas comisurales. Tiene un número de cromosomas de 2n = 16.

## Distribución y hábitat
Se encuentra en los claros de matorral y pastos degradados, en substratos muy secos; a una altitud de 200-900 metros en el Norte de África, Cerdeña, Sicilia y S de la península ibérica.

## Taxonomía
Eryngium tricuspidatum fue descrita por Carlos Linneo y publicado en Demonstrationes Plantarum 8. 1753.
Etimología
Eryngium: nombre genérico que probablemente hace referencia a la palabra que recuerda el erizo: "Erinaceus" (especialmente desde el griego "erungion" = "ción"), sino que también podría derivar de "eruma" (= protección), en referencia a la espinosa hojas de las plantas de este tipo.
tricuspidatum: epíteto latino que significa "tripunta, tres pinchos".
 Sinonimia
- Eryngium zanonii Lam.[4]